# Dimitri De Fauw
Dimitri De Fauw (Gant, 13 de juliol de 1981 - Destelbergen, 6 de novembre de 2009) va ser un ciclista belga, professional des del 2004 al 2008. Els seus principals èxits van ser en el ciclisme en pista on ha obtingut diferents Campionats nacionals.
Al novembre de 2006, durant la disputa dels Sis dies de Gant, va xocar amb el ciclista català Isaac Gálvez, i aquest va colpejar una barana i va morir quan era traslladat a una clínica de Gant. Com a conseqüències d'aquest fet, va tenir moltes depressions durant diversos anys que el van portar al suïcidi.

## Palmarès en pista
- 2000
  -  Campió de Bèlgica en Velocitat
- 2001
  -  Campió de Bèlgica en Velocitat
  -  Campió de Bèlgica en Quilòmetre
- 2002
  -  Campió de Bèlgica en Velocitat
  -  Campió de Bèlgica en Quilòmetre
- 2003
  -  Campió de Bèlgica en Velocitat
  -  Campió de Bèlgica en Quilòmetre
  -  Campió de Bèlgica en Keirin
  -  Campió de Bèlgica en Scratch
  - 1r les proves de la UIV Cup d'Amsterdam, de Dortmund i Múnic (amb Iljo Keisse)
- 2004
  - 1r a la Classificació general UIV Cup i a les proves de Berlín i Stuttgart (amb Iljo Keisse)
- 2007
  -  Campió de Bèlgica en Scratch
  -  Campió de Bèlgica en Òmnium

## Palmarès en ruta
- 2001
  - Vencedor d'una etapa al Tour de Loir i Cher
- 2003
  - Vencedor d'una etapa a la Volta al Brabant flamenc
- 2004
  - Vencedor d'una etapa al Tour de Loir i Cher
  - Vencedor d'una etapa a la Volta al Brabant flamenc